# 战斗仍将继续
《战斗仍将继续》（俄语：И вновь продолжается бой），也被称作《列宁那样年轻》（俄语：И Ленин такой молодой）是一首1974年发行的苏联歌曲，由尼古拉·多布隆拉沃夫作词，阿列克桑德拉·尼柯莱耶夫娜·巴赫慕托娃作曲，首次出现于苏联共青团第十七次代表大会闭幕式上，也曾为苏联共青团团歌。在共青团十七大闭幕式演出后，该歌曲被指责“合唱中的鼓和贝斯听起来太刺耳”、“冒犯了这首歌所献给的领袖的记忆”，因而被禁一年；解禁后，该歌曲迅速流行于全苏。

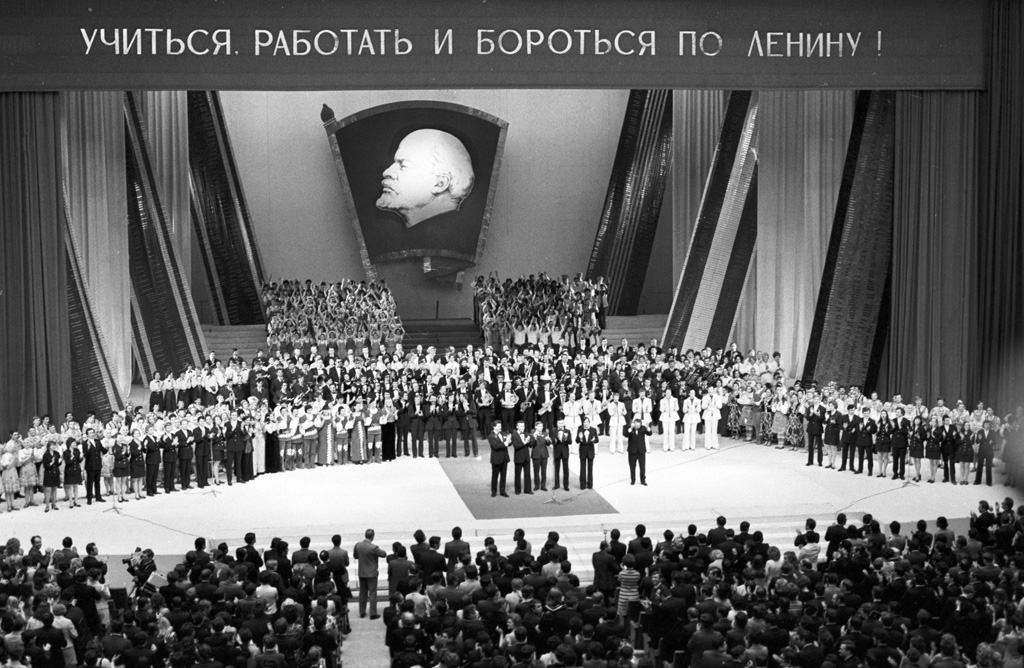
苏联共青团第十七次代表大会闭幕式（1974年4月27日）